# محمدرضا رجبی
محمدرضا رجبی (زاده ۲۰ دی ۱۳۶۴، شهریار)بازیکن و کاپیتان پیشین تیم ملی هندبال ایران است که در بغل چپ بازی می‌کند.

## حضور در تیم ملی ایران
رجبی در دو دورهٔ بازی‌های آسیایی در سال‌های ۲۰۰۶ و ۲۰۱۰ با تیم ملی هندبال ایران یک مدال برنز و یک مدال نقره را به دست آورد. هم‌چنین در قهرمانی مردان آسیا در سال ۲۰۱۴ مدال برنز را به همراه تیم ایران کسب کرد. رجبی در مسابقات قهرمانی جهان در سال ۲۰۱۵ نیز عضو تیم ملی بود، ولی از حضور در مسابقات قهرمانی آسیا در سال ۲۰۱۶ بازماند.

### مسابقات بین‌المللی
قهرمانی آسیا
- اصفهان ۲۰۰۸[۱۲]
- بیروت ۲۰۱۰[۱۳]
- منامه ۲۰۱۴

بازی‌های آسیایی
- گوانگژو ۲۰۱۰ –  مدال نقره
- دوحه ۲۰۱۴
- جاکارتا ۲۰۱۸ (مربی)

قهرمانی جهان
- دوحه ۲۰۱۵